# Polymera (Polymera) pleuralis
Polymera (Polymera) pleuralis is een tweevleugelige uit de familie steltmuggen (Limoniidae). De soort komt voor in het Neotropisch gebied.